# Лейк-Элизабет (тауншип, Миннесота)
Лейк-Элизабет (англ. Lake Elizabeth) — тауншип в округе Кандийохай, Миннесота, США. На 2000 год его население составило 277 человек.

## География
По данным Бюро переписи населения США площадь тауншипа составляет 93,2 км², из которых 89,2 км² занимает суша, а 4,0 км² — вода (4,25 %).

## Демография
По данным переписи населения 2000 года здесь находились 277 человек, 89 домохозяйств и 70 семей.  Плотность населения —  3,1 чел./км².  На территории тауншипа расположена 91 постройка со средней плотностью 1,0 построек на один квадратный километр. Расовый состав населения: 94,95 % белых, 0,36 % коренных американцев, 3,61 % — других рас США и 1,08 % приходится на две или более других рас. Испанцы или латиноамериканцы любой расы составляли 3,97 % от популяции тауншипа.
Из 89 домохозяйств в 32,6 % воспитывались дети до 18 лет, в 62,9 % проживали супружеские пары, в 5,6 % проживали незамужние женщины и в 21,3 % домохозяйств проживали несемейные люди. 19,1 % домохозяйств состояли из одного человека, при том 9 % из — одиноких пожилых людей старше 65 лет. Средний размер домохозяйства — 3,11, а семьи — 3,5 человека.
32,5 % населения — младше 18 лет, 7,6 % — в возрасте от 18 до 24 лет, 22,7 % — от 25 до 44, 20,9 % — от 45 до 64, и 16,2 % — старше 65 лет. Средний возраст — 39 лет. На каждые 100 женщин приходилось 119,8 мужчин.  На каждые 100 женщин старше 18 приходилось 114,9 мужчин.
Средний годовой доход домохозяйства составлял 37 813 долларов, а средний годовой доход семьи —  39 688 долларов. Средний доход мужчин — 30 893  доллара, в то время как у женщин — 21 250. Доход на душу населения составил 15 365 долларов. За чертой бедности находились 7 % семей и 9,3 % всего населения тауншипа, из которых 14 % младше 18 лет.